# Приёмник (прибор)

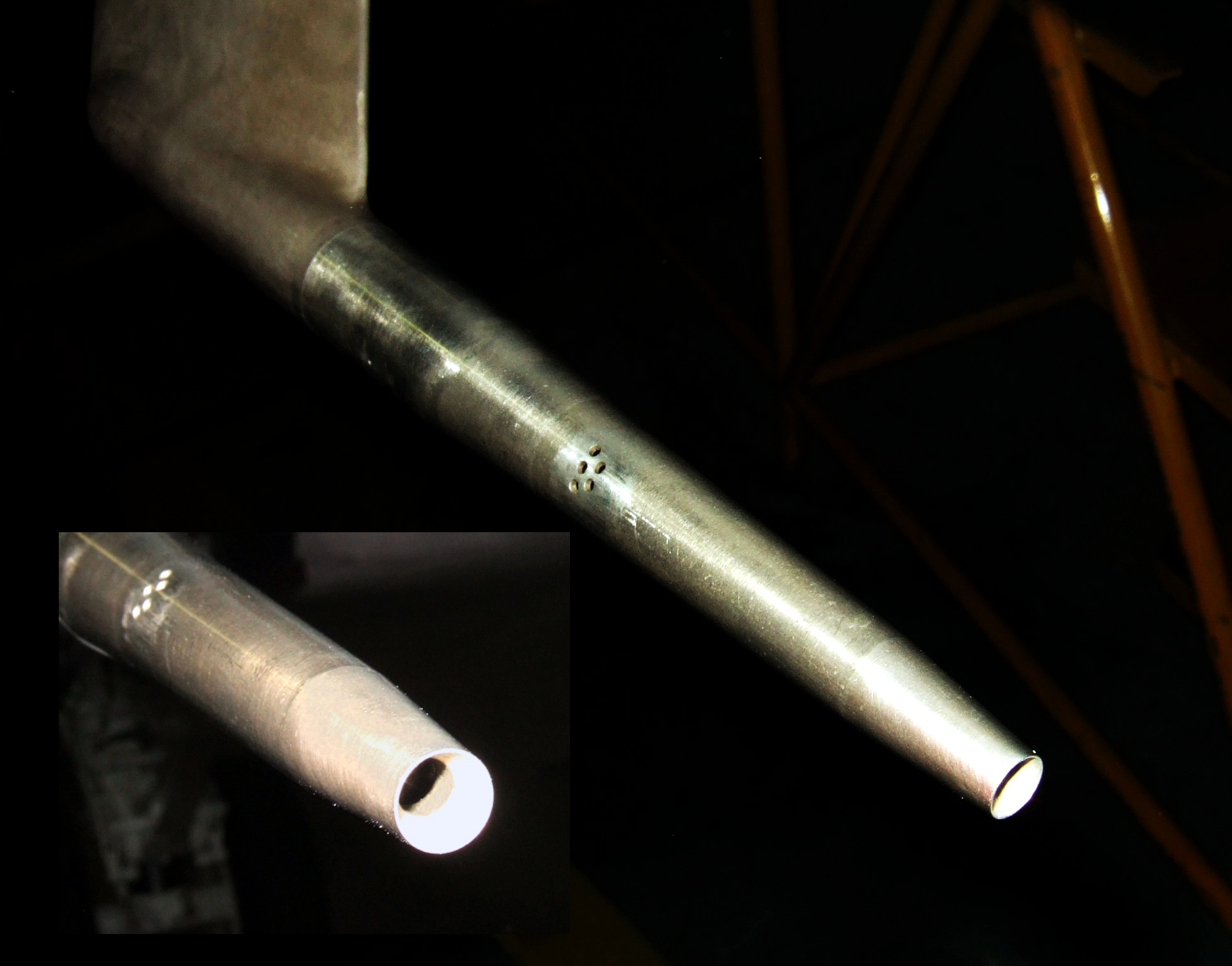
Трубка Пито — приёмник воздушного давления

Приёмник — физическая система или прибор, которое принимает сообщения или сигналы. Приёмники применяются в радиотехнике и телемеханике для приёма сигналов, речи, музыки, изображений и т. п. Приемник, предназначенный для выделения, усиления и преобразования полезного радиосигнала определённой полосы частот называется радиоприёмником.
Физическая система, которая принимает сообщения, называется приёмником информации. При наличии помех на входе приёмника, сообщение на выходе того же приёмника будет воспроизводится с искажениями. Приёмник, для которого искажения в определённом смысле минимальны, называется оптимальным приёмником.:8 При этом вопрос отнесения процесса к помехам или сигналу решается с учётом специфики технических систем, в которых применяются приёмники.